# Cambuslang
Cambuslang (Camas Long en gaélique (gd) ; Cammuslang en scots (sco)) est une ville d'Écosse, située dans la région du South Lanarkshire, mais qui fait partie de l'agglomération de Glasgow, dont elle est, dans les faits, devenue un quartier périphérique, distant de 9 km du centre-ville. Elle est située sur les bords de la Clyde.

## Histoire
Cambuslang est une ville historiquement assez prospère dont le développement a d'abord reposé sur l'agriculture (de produits d'alimentation au départ, puis de la laine et du lin) avant de se reconvertir dans l'industrie minière (principalement du calcaire et du charbon et, à un degré moindre, du fer).
Sa prospérité en a fait une cité d'importance au niveau politique et religieux mais aussi une ville avec d'importantes communautés provenant de différentes régions d'Écosse, mais aussi d'origines étrangères (notamment européennes et principalement irlandaises). Dans les périodes récentes, la proximité à la fois de Glasgow et de l'autoroute M74 a continué à en faire une ville à la population en constante augmentation.
Le développement de l'agglomération de Glasgow a transformé, depuis le milieu du XXe siècle, Cambuslang, la faisant passer d'un rôle de pôle local à celui d'une ville de banlieue, avec la construction de nouveaux quartiers modernes.

## Sports
La ville a abrité le club de football de Cambuslang Football Club, qui a existé de 1874 à 1897 et qui est célèbre pour être l'un des dix clubs fondateurs de la Scottish Football League en 1890.

## Personnalités
- Saint Cadou, saint chrétien, y aurait fondé un monastère
- David Dale, homme d'affaires, cofondateur de New Lanark, y a vécu
- David Beaton, archevêque, y a été recteur
- John Claudius Loudon, botaniste, y est né
- Thomas Lipton, créateur de la marque de thé Lipton, y a vécu
- Jimmy Jackson, footballeur, y est né
- Midge Ure, musicien (carrière solo et membre d'Ultravox, Thin Lizzy, Visage et Band Aid) y est né
- Brendan O'Hare (en), musicien, membre de Teenage Fanclub et de Mogwai, y est né
- Scott Harrison, boxeur, y est né